# Samsonite

Bagage cabine Samsonite

Samsonite est une marque créée en 1910 quand Jess Shwayder fonda une fabrique de valises à Denver, Colorado, aux États-Unis. Le nom de la marque s'inspire du personnage biblique Samson. Elle est le numéro 1 mondial des bagages et réalise en France en 2009 un chiffre d'affaires de 40 millions d'euros (soit 5 % de son CA mondial) contre 30 millions d'euros pour son concurrent direct Delsey (25 % de son CA). 
Le siège social de la société est situé au Luxembourg, mais son siège opérationnel se trouve à Mansfield (dans le Massachusetts, aux États-Unis) et l’entreprise est cotée à la bourse de Hong Kong.

## Histoire
Au milieu du XIXe siècle, Issac Shwayder, immigrant polonais aux États-Unis, y ouvre une épicerie puis un magasin de meubles qui marche moyennement. Un de ses salariés lui souffle alors l'idée de fabriquer des malles et des valises solides pour équiper les aventuriers de la ruée vers l'or.
Un de ses onze enfants, Jesse Shwayder, ouvre sa boutique de malles et bagages en bois à la fin du XIXe siècle. Il fonde en 1910 la Shwayder Trunk Manufacturing Company dans laquelle plusieurs de ses frères le rejoignent.
Dès les années 1920, l'entreprise familiale produit en série ses propres valises très solides appelées Samson, en référence au héros biblique, puis Samsonite à partir de 1939, produit phare qui donnera le nom à la Samsonite Company en 1965. Les usines de la marque sont réquisitionnées pour fabriquer du matériel (coques de torpille, de grenades) pour la Seconde Guerre mondiale et de la guerre de Corée, ce qui permet aux frères Shwayder de moderniser leurs machines de production et de se spécialiser dans des matériaux et technologies de haute résistance : en 1941, ils lancent la ligne Streamline et en 1956 la ligne Ultra Light légère en ABS et cadre aluminium qui améliore la résistance aux chocs. En 1958, naît la gamme Silhouette, valises rigides dont elle a gardé le design aérodynamique jusqu'à aujourd'hui. En 1969, Saturn est la première valise en polypropylène, ce qui lui permet d'être entièrement supportée par des coques. 1974 voit l'invention de la première valise à roulettes. En 1991, Samsonite invente un système de freinage pour les valises.
En 1993, elle prend le contrôle d’American Tourister (renommée Samsonite Corporation) qui fabrique la marque American Tourister distribuée dans les supermarchés.
En 2003, l'entreprise est rachetée par la société de fonds d'investissement Bain Capital, pour quelques centaines de millions de dollars.
En 2007, le fonds de capital-investissement CVC Capital Partners rachète l'entreprise pour 1,7 milliard de dollars.
En 2009, perdant de l'argent à cause de son positionnement très haut de gamme où elle subit la concurrence de Louis Vuitton ou Lacoste, elle se place sous la protection du chapitre 11 de la loi sur les faillites des États-Unis. Son nouveau PDG Tim Parker revient alors aux fondamentaux de la marque en fabriquant des bagages solides, légers et haut de gamme sans être luxueux, permettant à l'entreprise de renouer avec les bénéfices. Plus léger et plus robuste, Samsonite repart à l'attaque. 
En 2012, le groupe Samsonite annonce un bénéfice net multiplié par cinq au premier semestre. Le chiffre d'affaires affiche quant à lui une hausse de près de 14 % à 846,7 millions de dollars. Le numéro 1 mondial du secteur, qui fête cette année-là ses cent ans, revient de loin. Il mise cette année sur un chiffre d'affaires de 1,1 milliard de dollars (+ 7 %) et un résultat brut d'exploitation de 150 millions de dollars. Un retournement lié à une sévère cure d'amaigrissement et à un changement de stratégie. 
Le groupe Samsonite a fait état de solides performances pour 2013 grâce à l'Asie et l'Amérique du Nord, ses principaux marchés, qui lui ont permis de passer pour la première fois la barre des deux milliards de dollars de revenus annuels. 
Après la marque de luxe Hartmann et celle d'outdoor, High Sierra, Samsonite acquiert en 2014 la jeune marque française Lipault pour vingt millions d'euros.
En mars 2016, Samsonite annonce une offre d'acquisition sur Tumi, une entreprise américaine de bagage, pour 1,8 milliard de dollars.

## Samsonite en France
L'usine Samsonite de Hénin-Beaumont, cédée en 2005, a fermé en 2007, fermeture provoquée par les repreneurs qui ont « sciemment provoqué la banqueroute de l'usine, en détournant quelque 2,5 millions d'euros » et mis quelque 200 salariés au chômage. Les repreneurs étaient censés renouveler la vocation de l'usine en fabrication de panneaux solaires, via la société fictive « Energy Plast ». Ils sont définitivement condamnés en 2014.
En 2008, le tribunal de grande instance de Douai annulait la vente de l'usine en 2005. Cette décision était infirmée par la cour d'appel de Douai en 2015. La Cour de cassation cassait ce dernier jugement en 2017, renvoyant l'affaire devant la cour d'appel de Douai qui, le 17 mai 2018, confirmait le caractère illicite de la vente de l’usine. Selon la cour, « Le motif annoncé de la cession de l'usine d'Hénin-Beaumont d'éviter la fermeture du site et des licenciements constituait en réalité un transfert de la charge de ces licenciements sur les repreneurs ». Selon l'avocat des salariés, sachant l’activité condamnée, Samsonite, en revendant l’usine à Energy Plast, n'aurait pas eu à financer un plan social que Mediapart évalue entre 20 et 36 millions d’euros.
En 2017, la filiale française emploie 127 personnes, a réalisé un chiffre d'affaires de 60 millions d'euros et dégagé un résultat de 1,7 million d'euros.

## Sites de production

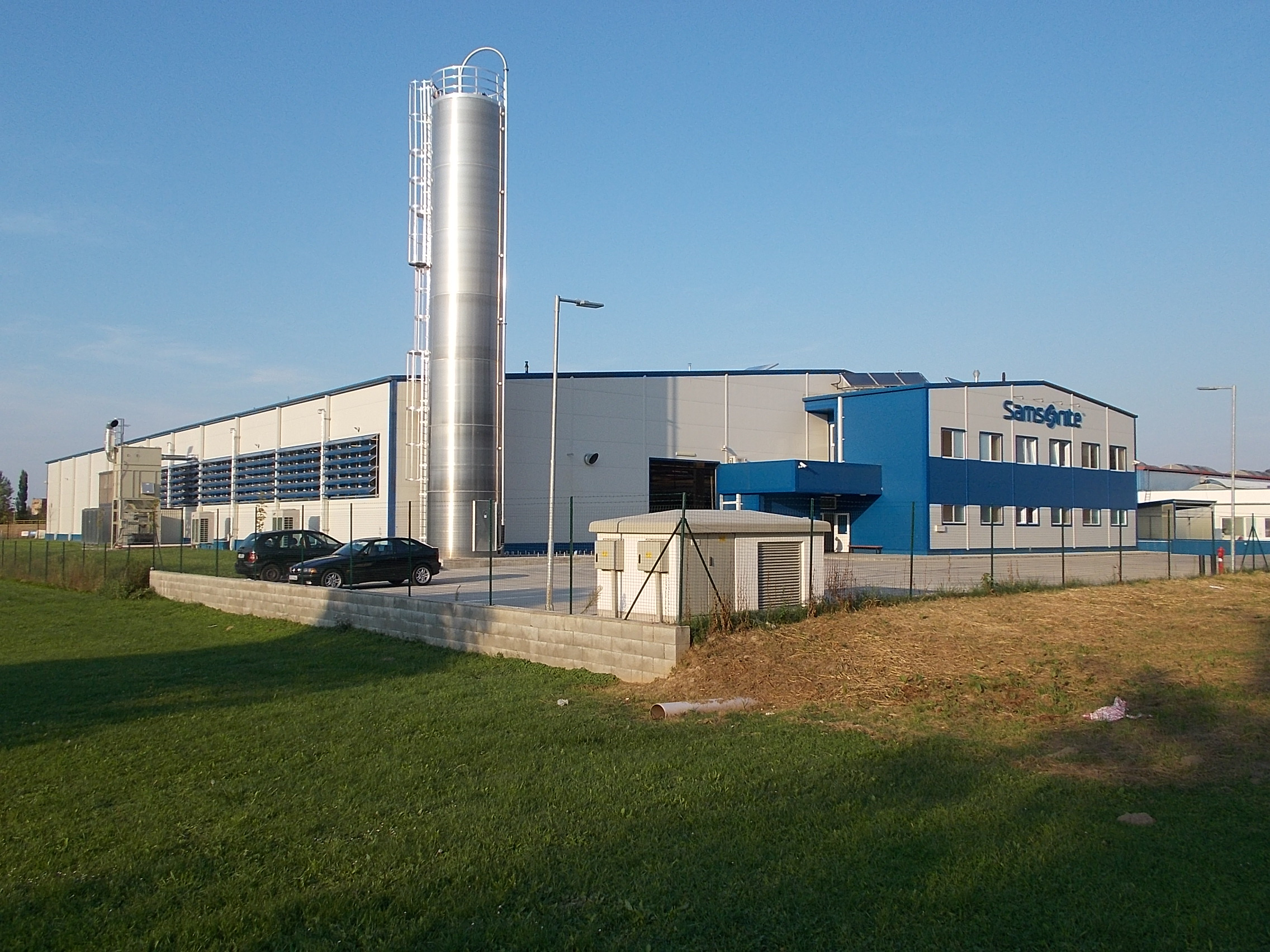
Usine Samsonite en Hongrie

Actuellement, les usines que l'entreprise possède sont localisées à :
- Audenarde (Belgique)[17]
- Szekszárd (Hongrie)[18]
- Nashik (Inde)